# Campionato sudamericano maschile di pallavolo
Il campionato sudamericano maschile di pallavolo è una competizione pallavolistica per squadre nazionali sudamericane, organizzata con cadenza biennale dalla CSV.

## Edizioni
| Edizione      | Edizione      | Podio     | Podio     | Podio     |
| Anno          | Organizzatore | Campione  | Seconda   | Terza     |
| ------------- | ------------- | --------- | --------- | --------- |
| 1951 Dettagli | Brasile       | Brasile   | Uruguay   | Perù      |
| 1956 Dettagli | Uruguay       | Brasile   | Uruguay   | Paraguay  |
| 1958 Dettagli | Brasile       | Brasile   | Paraguay  | Uruguay   |
| 1961 Dettagli | Perù          | Brasile   | Cile      | Argentina |
| 1962 Dettagli | Cile          | Brasile   | Argentina | Venezuela |
| 1964 Dettagli | Argentina     | Argentina | Venezuela | Uruguay   |
| 1967 Dettagli | Brasile       | Brasile   | Venezuela | Cile      |
| 1969 Dettagli | Venezuela     | Brasile   | Venezuela | Uruguay   |
| 1971 Dettagli | Uruguay       | Brasile   | Uruguay   | Argentina |
| 1973 Dettagli | Colombia      | Brasile   | Argentina | Venezuela |
| 1975 Dettagli | Paraguay      | Brasile   | Venezuela | Argentina |
| 1977 Dettagli | Perù          | Brasile   | Venezuela | Argentina |
| 1979 Dettagli | Argentina     | Brasile   | Venezuela | Paraguay  |
| 1981 Dettagli | Cile          | Brasile   | Argentina | Cile      |
| 1983 Dettagli | Brasile       | Brasile   | Argentina | Cile      |
| 1985 Dettagli | Venezuela     | Brasile   | Venezuela | Argentina |
| 1987 Dettagli | Uruguay       | Brasile   | Argentina | Venezuela |
| 1989 Dettagli | Brasile       | Brasile   | Argentina | Venezuela |
| 1991 Dettagli | Brasile       | Brasile   | Argentina | Venezuela |
| 1993 Dettagli | Argentina     | Brasile   | Argentina | Cile      |
| 1995 Dettagli | Brasile       | Brasile   | Argentina | Venezuela |
| 1997 Dettagli | Venezuela     | Brasile   | Venezuela | Argentina |
| 1999 Dettagli | Argentina     | Brasile   | Argentina | Venezuela |
| 2001 Dettagli | Colombia      | Brasile   | Argentina | Venezuela |
| 2003 Dettagli | Brasile       | Brasile   | Venezuela | Argentina |
| 2005 Dettagli | Brasile       | Brasile   | Argentina | Venezuela |
| 2007 Dettagli | Cile          | Brasile   | Argentina | Venezuela |
| 2009 Dettagli | Colombia      | Brasile   | Argentina | Venezuela |
| 2011 Dettagli | Brasile       | Brasile   | Argentina | Venezuela |
| 2013 Dettagli | Brasile       | Brasile   | Argentina | Colombia  |
| 2015 Dettagli | Brasile       | Brasile   | Argentina | Colombia  |
| 2017 Dettagli | Cile          | Brasile   | Venezuela | Argentina |
| 2019 Dettagli | Cile          | Brasile   | Argentina | Cile      |
| 2021 Dettagli | Brasile       | Brasile   | Argentina | Cile      |
| 2023 Dettagli | Brasile       | Argentina | Brasile   | Colombia  |

## Medagliere
| Pos. | Squadra   | 1º posto | 2º posto | 3º posto | Totale |
| ---- | --------- | -------- | -------- | -------- | ------ |
| 1    | Brasile   | 33       | 1        | 0        | 34     |
| 2    | Argentina | 2        | 19       | 8        | 29     |
| 3    | Venezuela | 0        | 10       | 12       | 22     |
| 4    | Uruguay   | 0        | 3        | 3        | 6      |
| 5    | Cile      | 0        | 1        | 6        | 7      |
| 6    | Paraguay  | 0        | 1        | 2        | 3      |
| 7    | Colombia  | 0        | 0        | 3        | 3      |
| 8    | Perù      | 0        | 0        | 1        | 1      |